# عبداللطیف الحلو
عبداللطیف الحلو (عربی: عبد اللطيف الحلو؛ زادهٔ ۸ سپتامبر ۱۹۷۱) بازیکن فوتبال اهل سوریه بود.
وی همچنین در تیم‌های ملی فوتبال زیر ۲۰ سال سوریه و سوریه بازی کرده‌است.